# Papilio hellanichus
Espèce
Papilio hellanichus est une espèce de lépidoptères (papillons) de la famille des Papilionidae. L'espèce est présente en dans le sud du Brésil, en Uruguay et en Argentine.